# Ricciho tenzor
V diferenciální geometrii Ricciho tenzor, pojmenovaný podle Gregoriho Ricci-Curbastroa, reprezentuje množství, o které se objem úzkého kuželovitého kusu malé geodetické koule v zakřivené Riemannově tenzoru odchyluje od standardní koule v Eukleidovském prostoru. Jako takový poskytuje jeden ze způsobů měření míry, ke kterému by se geometrie určená danou Riemannianovou metrikou mohla lišit od tohoto běžného Eukleidovského n-rozměrného prostoru. Ricciho tenzor je definován na jakémkoliv pseudo- riemannovově tenzoru jako stopa Riemannova tenzoru. Stejně jako metrika samotná, i Ricciho tenzor je symetrická bilineární forma na tečném prostoru tenzoru (Besse 1987, str. 43).
V teorii relativity je Ricciho tenzor část zakřivení prostoročasu, která určuje míru, ke které hmota bude mít tendenci se sbíhat nebo se rozcházet v čase (přes Raychaudhuri rovnici). Vztahuje se k obsahu hmoty vesmíru pomocí Einsteinovy rovnice gravitačního pole. V diferenciální geometrii dolní hranice Ricciho tenzor na Riemannově tenzoru dovoluje extrahovat globální geometrické a topologického informace srovnáním (např. srovnání teorém ) s geometrií konstantní formy zakřivení prostoru. Pokud Ricciho tenzor vyhovuje vakuové Einsteinově rovnici, pak je tenzor Einsteinův tenzor, který byl rozsáhle studován (srov. Besse 1987). V této souvislosti Ricciho rovnice toku řídí vývoj dané metriky k Einsteinově metrice; přesný způsob, jakým k tomu dochází, nakonec vede k Poincarého větě.